# Mokgenene
Mokgenene est une ville du Botswana.